# Sceptre of Black Knowledge
Sceptre of Black Knowledge – jest pierwszym długogrającym albumem muzycznym grupy Black Messiah.

## Lista utworów
1. "Intro" – 1:24
2. "Old Gods" – 9:19
3. "Diabolic Rites" – 2:55
4. "Queen of Darkness" – 5:36
5. "Sceptre of Black Knowledge" – 3:37
6. "Crusade of the Blackened" – 7:29
7. "Pagan Winter" – 6:36
8. "Outro" – 1:24

## Twórcy
- Zagan – gitara basowa, wokal
- Nabahm – perkusja

## Gościnnie
- Frank "Blackfire" Gosdzik (Sodom, Kreator) – gitara